# Михаило Олћан
Михаило Олћан (Црепаја, 18. септембар 1894 — 21. новембар 1961) је био министар народне привреде у Влади народног спаса и официр Српског добровољачког корпуса.

## Биографија
Рођен је 18. септембра 1894. године у Црепаји, тада на територији Аустроугарске. Био је нећак Михајла Пупина.
Завршио је гимназију у Новом Саду и придружио се младим српским националистима. Уписао је студије медицине у Прагу, али је морао да их напусти пошто је мобилисан 1914. године, на почетку Првог светског рата. Упућен је на Источни фронт, где се предао руској царској армији и придружио Српском добровољачком корпусу, састављеном од аустроугарских војника српске, хрватске и словеначке националности који су пребегли на руску страну.
Борио се на Солунском фронту, а након рата је живео у Петровграду (данашњи Зрењанин, некадашњи Бечкерек).

### Други светски рат
По окупацији Краљевине Југославије, именован је за министра народне привреде у Влади народног спаса генерала Милана Недића, 29. августа 1941. године.
Предводио је регрутацију Српског добровољачког корпуса од 14. септембра 1941. године.
Новембра 1942. године је напустио позицију министра, а његов ресор је преузео Милорад Недељковић. Олћан постаје политички комесар СДК-а. У Београду се састао са мајором Павлом Ђуришићем, који се определио за сарадњу са генералом Недићем и Димитријем Љотићем, без сагласности генерала Драгољубa Михаиловића. Током 1944. године је помагао Ђуришићу да у Црној Гори оснује Други српски, односно Црногорски добровољачки корпус.
У депеши послатој 14. јануaра 1944. године генералу Драгољубу Михаиловићу и Врховној команди ЈВуО, капетан Предраг Раковић (псеудоним »Кар-Кар«), командант Другог равногорског корпуса, пише о постојању одређених политичких комбинација, насталих у вријеме када је Херман Нојбахер дошао у Београд, а четнички команданти потписали са њемачким окупационим властима уговоре о примирју. Наводно, тада је Михаило Олћан, у својству Љотићевог и Недићевог представника, требало да преузме власт у Црној Гори:
Са поуздане стране сазнао сам да је Ољћан требао да иде на Цетиње у својству Фирера над Црном Гором. Био је спремио војни и цивилни штаб, али неки Црногорци су се успротивили његовом одласку у Црну Гору, те је ова комбинација пропала. За сада је тачно да на Цетиње треба да иде пети добровољачки пук под командом капетана Димитријевића, његов је задатак да тамо створи добровољачке одреде под командом Недића, односно Љотића. Других података о овоме немам, али се може повремено информисати по овој ствари.

### Емиграција и смрт
Након рата је отишао у емиграцију и живео у Аустралији, где је и умро 21. новембра 1961. године.

## Одликовања
- Орден Светог Георгија
- Орден Белог орла са мачевима